# شهاب دارابی
شهاب دارابی راننده کامیون و بلاگر ایرانی، اهل شهرستان اسلام‌آباد غرب در استان کرمانشاه است. او با نام مستعار «یوز آسیا» در شبکه‌های اجتماعی، به‌ویژه اینستاگرام، شناخته می‌شود. موضوعات ویدئوهای او دربارهٔ زندگی روزمره، مسائل صنفی رانندگان و مسائل اجتماعی است.

## دستگیری

### ۱۴۰۲
دارابی در ۹ اسفند ۱۴۰۲ توسط نیروهای امنیتی جمهوری اسلامی ایران بازداشت شد. علت بازداشت وی انتشار مطالبی در مخالفت با انتخابات جمهوری اسلامی ایران بوده است. دارابی، که علاوه بر فعالیت به عنوان اینفلوئنسر در شبکه‌های اجتماعی به رانندگی کامیون نیز اشتغال داشت، پس از بازداشت به مکان نامعلومی منتقل شد.
در پی این بازداشت، صفحه اینستاگرامی شهاب دارابی که هزاران دنبال‌کننده داشت، از دسترس خارج شده است. گزارش‌های منتشرشده از سوی منابع حقوق بشری ( محل درج ایموجی خنده ) ، از جمله سازمان هه‌نگاو و وب‌سایت حقوق بشر در ایران، این بازداشت را در چارچوب سرکوب آزادی بیان و نقض حقوق شهروندان ارزیابی کرده‌اند. وی پس از چند روز آزاد شد و فعالیت خود در فضای مجازی را از سر گرفت.

### ۱۴۰۴
بازداشت شهاب دارابی در پی حمایت او از اعتصابات سراسری کامیون‌داران صورت گرفت. او با انتشار مطالبی در شبکه‌های اجتماعی، از اعتصاب سراسری حمایت کرده و به مشکلات معیشتی رانندگان پرداخته بود. در ۶ خرداد ۱۴۰۴ دارابی توسط مأموران اداره اطلاعات در منزل شخصی‌اش در اسلام‌آباد غرب بازداشت و به مکانی نامعلوم منتقل شد. بازداشت وی با احترام همراه بوده و با ارائه حکم قضایی صورت گرفته است. پیش از بازداشت، دارابی در ویدیویی اعلام کرده بود که دو صفحه قبلی اینستاگرامش توسط نهادهای امنیتی مسدود شده‌اند.

## واکنش‌ها
بازداشت شهاب دارابی در سال ۱۴۰۴ واکنش‌های گسترده‌ای در میان فعالان حقوق بشر و کاربران فضای مجازی به دنبال داشت. ویدیویی از مادر شهاب دارابی در شبکه‌های اجتماعی منتشر شده که در آن با گریه می‌گوید: «پسرمو بردن». بسیاری از کاربران با انتشار پست‌هایی در اینستاگرام و توییتر، از بازداشت او ابراز نگرانی کرده‌اند. 